# Wirnt von Grafenberg
Wirnt von Grafenberg (auch Wirnt von Gravenberg oder Wirnt von Gräfenberg) war ein mittelhochdeutscher Dichter, der wahrscheinlich aus dem oberfränkischen Gräfenberg nordöstlich von Nürnberg stammte.
Über das Leben des Dichters ist nichts bekannt, über seine Person geben nur literarische Zeugnisse Auskunft, so unter anderem das einzige von ihm bekannte Werk, der dem Stoffkreis der Artusromane zugehörige „Wigalois“, dessen Entstehungszeit nur vage mit „im 2. Jahrzehnt des 13. Jahrhunderts“ angegeben werden kann.
Am Ende des Prologs des Wigalois (Vers 136–141) nennt der „tihtære“ (Dichter) seinen Namen: „Wirnt von Grâvenberc“. Er erwähnt ihn am Ende einer ausführlichen Gewandbeschreibung (Vers 10.576) noch ein zweites Mal, und an einer dritten Stelle, in einer Art Selbstgespräch des Dichters mit seinem sin, nennt er sich nur „Wirnt“ (Vers 5.755). Wirnts Name wird darüber hinaus von mehreren Dichtern des Mittelalters in ihren Werken erwähnt. Heinrich von dem Türlin nennt ihn an zwei Stellen in seinem Werk Diu Crône (Vers 2.942 und 2.949); in den sogenannten Dichterkatalogen im Willehalm von Orlens und im Alexander des Rudolf von Ems wird er ebenfalls erwähnt. Im Alexander wird er als „Wirich von Grâvenberc“ (Vers 3.192ff.) bezeichnet, im Willehalm von Orlens als Autor eines maere (Geschichte) beziehungsweise „von Wigolaises manhait“ benannt (Vers 2.201ff.). Zur literarischen Figur, nämlich einem Diener der allegorischen Frau Welt, wird Wirnt in der Dichtung Der Welt Lohn des Konrad von Würzburg (Vers 47 und 101): Hier ist der Namenszusatz „Grâvenberc“ als Herkunftsbezeichnung des Dichters verstanden. Ulrich Füetrer nahm den Wigalois im 15. Jahrhundert in sein Buch der Abenteuer auf, Ulrich nennt das Werk Wigoleis.

## Herkunft, Stand und Bildung
Allgemein ist die Herkunft Wirnts aus dem heutigen Gräfenberg in Oberfranken unbestritten. Gestützt wird diese Annahme nicht nur durch den Namenszusatz „von Grâvenberc“, sondern auch durch die Erwähnung des Sands bei Nürnberg als Austragungsort von Turnieren im Wigalois (Vers 8.447). Die Sprache Wirnts ist „streng bayerisch“.
Da Wirnt von Grafenberg ausschließlich durch das, was er selbst über sich sagt und die Äußerungen anderer Dichter über ihn charakterisiert wird, können Aussagen über seinen Stand und seine Bildung nur Vermutungen sein.
Er selbst nennt sich „ritter“, betont mehrfach seinen ritterlichen Geburtsstand und kritisiert in seinem Werk soziale Aufsteiger unter den Rittern. Konrad von Würzburg stilisiert Wirnt ebenfalls zum Ritter. Das Lob an Wolfram von Eschenbach im Wigalois (Vers 6346: „leien munt nie baz gesprach“ (nie sprach der Mund eines Laien besser)) könnte darauf hindeuten, dass Wirnt ebenfalls illiterat war, im spezifisch hochmittelalterlichen Sinn des Wortes: „Der präzise Sinn von illiteratus im 12. Jahrhundert ist ‚des Lateinischen nicht mächtig sein‘“. Jedenfalls betont er die Schriftlichkeit in seinem Werk sehr, denn er bezeichnet sein Werk selbst (Vers 11.708) als „buoch“ und er lässt es sogar im Prolog der Fassungen A und B als personifiziertes Buch zum Leser sprechen: „Welcher Gutmeinende hat mich aufgeschlagen? Wenn es einer ist, der mich entziffern und begreifen kann, der soll, falls irgend ein Fehler an mir ist, gnädig mit mir sein.“ Weitere Betonungen der Buchgelehrsamkeit finden sich in den Versen 5.311 und 7.450, wo er „als wirz an den buochen lesen“ (wie wir es in den Büchern lesen) schreibt, in seiner Erwähnung der „buochstaben“ (Vers 8.254) und des „schrîben“ und der „schrift“ (Vers 7.573, 7.579, 8.260, 8.285). Zudem bemüht er sich um „korrekte Latinisierungen“. Schon im Prolog des Wigalois schrieb Wirnt (Vers 82ff.):
„Wer gute Dichtung schätzt und ihr gerne zuhört, der soll jetzt höflich schweigen und aufmerken: das ist gut für ihn. Die Dichtung läutert die Gesinnung manch eines Menschen, denn er findet darin leicht das, was ihm zur Besserung gereicht“.
Diese Betonungen seiner Gelehrsamkeit lassen aber keine gesicherten Rückschlüsse auf seinen Stand oder seine Bildung zu: Vielmehr muss man wohl davon ausgehen, dass Wirnt versuchte, sich „ein bestimmtes Autorbild zu verschaffen.“ Dafür sprechen nicht nur seine Pose des jungen und unerfahrenen Dichters (Vers 33–144, 5.753f.), der sich vom Leser die „milte“ der „wîsen“ (etwa: „das Wohlwollen der Weisen“) erhofft, er verbindet diese Pose auch mit der laudatio temporis acti (dem Lob der vergangenen Zeiten) in seiner kommentierenden Erzählhaltung.

## Gönner und Auftraggeber
Aus der Totenklage um den „vil edeln vürsten … von Mêran“ (Vers 8063f.), die sich wohl auf Berthold IV. († 1204) bezieht, kann auf die bayerischen Herzöge von Andechs-Meran als Auftraggeber geschlossen werden. Wäre dem so, dann könnte Wirnt von Grafenberg seinen Wigalois unter der Gönnerschaft von Bertholds Sohn Otto I. († 1234) vollendet haben. Inwieweit außer an Otto I. oder „Markgraf Heinrich IV. auch an deren Geschwister Bischof Ekbert von Bamberg oder den Erzbischof von Kalosca (sic!), späteren Patriarchen von Aquileja Berthold, oder die Schwestern Gertrud und Hedwig [als Auftraggeber] zu denken ist, muß offenbleiben.“

### Primärliteratur
- Wigalois. Text, Übersetzung, Stellenkommentar, Text der Ausgabe von J. M. N. Kapteyn, Übersetzt, erläutert und mit einem Nachwort versehen von Sabine Seelbach und Ulrich Seelbach, 2. erw. Aufl. De-Gruyter-Texte, Berlin u. a. 2014, ISBN 978-3-11-034793-7.
- Wigalois, Nachdruck der Ausgabe Straßburg 1519, mit einem Vorwort von Helmut Melzer, (= Deutsche Volksbücher in Faksimiledrucken; Reihe A, Band 10), Hildesheim 1973.

### Sekundärliteratur
- Steinmeyer: Grafenberg, Wirnt v. In: Allgemeine Deutsche Biographie (ADB). Band 9, Duncker & Humblot, Leipzig 1879, S. 562.
- Ralf Böckmann: Wirnt von Grafenberg. In: Biographisch-Bibliographisches Kirchenlexikon (BBKL). Band 34, Bautz, Nordhausen 2013, ISBN 978-3-88309-766-4, Sp. 1536–1542.
- Joachim Bumke: Geschichte der deutschen Literatur im Mittelalter, München 1990, ISBN 3-423-04552-3 (zu Wirnt und dem Wigalois Seite 218–220)
- Klaus Grubmüller: Wirnt von Grafenberg. In: Walther Killy (Hrsg.): Literaturlexikon, Band 12, Bertelsmann, Gütersloh 1992, Seite 359f. ISBN 3-570-03712-6
- Volker Mertens: Artus. In: Volker Mertens, Ulrich Müller (Hrsg.): Epische Stoffe des Mittelalters (= Kröners Taschenausgabe. Band 483). Kröner, Stuttgart 1984, ISBN 3-520-48301-7, S. 290–340 (zu Wirnt und dem Wigalois S. 317–319).
- Hans-Jochen Schiewer: Wirnt von Grafenberg. In: Lexikon des Mittelalters, Band 9, München 2003, Spalte 250–251 ISBN 3-89659-909-7
- Manfred Günter Scholz: Hören und Lesen. Studien zur primären Rezeption der Literatur im 12. und 13. Jahrhundert, Wiesbaden 1980
- Hans-Joachim Ziegeler: Wirnt von Grafenberg. In: Verfasserlexikon. Die deutsche Literatur des Mittelalters, Band 10, 2. Auflage Berlin/New York 1999, Spalte 1252–1267 ISBN 3-89659-909-7

### Primäres
- E-Text bei TITUS

### Sekundäres
- Zusammenstellung der handschriftlichen Überlieferung
- Wirnt von Grafenberg im Literaturportal Bayern
- Kulturverein Wirnt von Gräfenberg e.V.